# 汪海兵
汪海兵（1980年9月14日—），安徽无为人，是上海淘米網络科技有限公司行政總裁，曾經在腾讯工作。在腾讯工作時，因負責製作QQ寵物而被稱為QQ寵物之父。

## 生平
1997年就读于华中科技大学电力工程系，2001年获得电子工程学学士学位。2004年获得华中科技大学计算机科学硕士学位。2004年9月，进入腾讯科技（深圳）有限公司，任职于策划部。2005年，任腾讯互动娱乐事业部项目总监。2007年创办上海淘米网络科技有限公司。
2018年10月，汪海兵被淘米公司告上了法庭，指控其損害公司利益，具體原因不詳，但基本已可確定現在的淘米公司已跟汪海兵無關。

## 争议
汪海兵在淘米公司研发的游戏，大多直接抄袭国外类似的产品。例如：2008年的摩尔庄园抄袭2005年的企鹅俱乐部，2009年的赛尔号抄袭1996年的寶可夢等等。更有甚者，在一次记者对汪海兵的专访中，汪海兵说：“现在的同质性还是很大，差异性远远不够。所以我想严重呼吁，请不要再抄了，要抄也去抄国外的吧。”

## 外部連結
- 汪海兵 （页面存档备份，存于）的新浪微博